# نادي نوفي زغرب لكرة السلة
نادي نوفي زغرب لكرة السلة (بالكرواتية: ŽKK Novi Zagreb) هو فريق كرة سلة كرواتي للسيدات تأسس في سنة 1978. ينافس في الدوري الكرواتي لكرة السلة للسيدات.

## الإنجازات
- الدوري الكرواتي لكرة السلة للسيدات:
  - الفوز (1): 2013
  - الوصافة (1): 2014

## وصلات خارجية
- الموقع الرسمي